# Manillen

Bij manillen zijn de tienen de hoogste kaarten, ze tellen voor 5 punten

Manillen is een kaartspel voor 2, 3, 4 of 6 personen. Het is verwant met het Nederlandse klaverjassen en wordt vooral gespeeld in België (provincies West-Vlaanderen, Oost-Vlaanderen en Henegouwen), in Frankrijk (waar het manille heet) en in Catalonië (waar het manilla heet). Het kaartspel zou zijn naam ontlenen aan Manilla, de toenmalig Spaanse stad waar het spel zou zijn ontstaan.

## Situering
Alhoewel het spel internationaal bekend is, zijn er dusver niet veel geschiedkundige details bekend.
Een vroege beschrijving van manillen, "Le Jeu de Manille" werd in 1776 gepubliceerd in Frankrijk.
Deze tekst zou een vertaling van een Spaanse tekst zijn, waar het spel al langer populair was. Vanuit Spanje heeft het manillen zich ook in Mexico verbreid, alwaar het gekend is onder de naam Malilla.
Via Frankrijk is het spel ook in België bekend, vooral in West-Vlaanderen en Henegouwen. In de tweede helft van de twintigste eeuw was het in West-Vlaanderen zeer populair en waren er talloze kaartersclubs die vrijwel uitsluitend rond het manillen draaiden. De meeste clubs waren geassocieerd met cafés alhoewel er ook verenigingen waren die een kaartersclub hadden. In veel West-Vlaamse cafés was biljart en manillen zowat de hoofdactiviteit. Ook in het verenigingsleven, vooral bij de ouderen, kon er hoegenaamd geen activiteit plaatsvinden zonder dat er een paar mensen in een hoekje zaten te manillen. Manillen was ook het drukst beoefend kaartspel in de scholen gedurende de onderbrekingen. De populairiteit is sindsdien afgenomen.
Een kaarting is een kaartwedstrijd, in West-Vlaanderen voor manillen dus. Niet alleen de kaartersclubs organiseren dergelijke wedstrijden, maar ook veel sociale verenigingen organiseren regelmatig een kaarting om de kas te spijzen. Recht op deelname aan een boom wordt typisch verkocht door de jeugd onder de vorm van lotjes. De naam van de kaarting verwijst gewoonlijk naar de te winnen prijzen of de organiserende vereniging: chocoladekaarting, pensekaarting, worstkaarting, studentenkaarting, chirokaarting, schoolkaarting, zeepproductenkaarting ...
In de twintigste eeuw waren er veel kaartingen die veertig tot tachtig kaarttafels bezet hielden gedurende vijf tot twaalf uren.

## Spelregels
Er wordt gespeeld met 32 kaarten, de zogenaamde Piketkaarten. De 10 (de manille genoemd) levert vijf punten op, de aas vier, de heer, koningin en boer respectievelijk nog drie, twee en een.
De International World Whist Association heeft een officieel reglement gepubliceerd.
| Kaart        | Punten |
| ------------ | ------ |
| 10 (manille) | 5      |
| Aas          | 4      |
| Heer         | 3      |
| Dame         | 2      |
| Boer         | 1      |
| 9            | 0      |
| 8            | 0      |
| 7            | 0      |

Na afspraak wordt er gespeeld totdat een groep 61 (halve boom), 101 (boom), 121 of 151 punten bereikt, of er 12 delen gespeeld zijn.

### Basisregels
1. Men moet altijd volgen. Dit betekent dat men altijd dezelfde soort kaart moet opgooien als waarmee is uitgekomen.
2. Als men niet kan volgen, moet men kopen. Kopen is het opgooien van een troef. Een troef overtreft elke kaart van een andere soort.
3. Men mag niet onderkopen. Dit is het opgooien van een troef die lager is dan een troef die al op tafel ligt. Dit mag wel wanneer men niet anders kan.
4. Men moet altijd de slag naar het eigen team proberen te halen. Dit kan door een kaart op te gooien die hoger is dan de kaart die op tafel ligt, of door te kopen.
5. Als de slag aan het eigen team ligt en het ander team koopt, moet men bovenkopen. Dit enkel als men niet meer kan volgen op de uitgekomen kaart.

### Voor 4 personen
Er wordt gespeeld met de 32 piketkaarten: alle kaarten lager dan zeven worden uit het pak verwijderd. De meest gangbare vorm van dit spel wordt gespeeld in 2 teams van 2 mensen elk (partners kruislings tegenover elkaar).
Delen: Iemand begint te delen. Hij schudt de kaarten. Degene die rechts van hem zit neemt af. Dit betekent dat hij/zij een deel van het stapeltje ervan af neemt (minimum 3 kaarten). De deler legt het overblijvende stapeltje dan op het pas afgenomen stapeltje. Dit wordt gedaan om vals spelen te vermijden: als de tegenpartij vermoedt dat de deler vals speelde, kan ze 3 kaarten afnemen, waardoor de kaarten dan goed zitten voor hen. Hij kan ook kloppen op het stapeltje. Dit betekent: "Ik wil niet afpakken, de kaarten liggen goed." Daarna wordt er gedeeld. Er wordt 3 - 2 - 3 gedeeld, iedereen krijgt dus 8 kaarten.
De deler bekijkt zijn kaarten en kiest daarmee troef. Zijn teamgenoot bekijkt zijn kaarten niet tot er troef is gekozen. Dit is het soort kaarten (klaver, harten, ruiten of schoppen) waarmee gekocht kan worden. We veronderstellen dat hier ruiten als troef wordt gekozen.
Verloop van een slag: Nu begint de speler links van de deler het spel. Er wordt steeds gespeeld in de richting van de klok. De volgorde van de kaarten is in de tabel rechts te zien. De bedoeling van het spel is om zo veel mogelijk punten te halen met je team. Er wordt dus een eerste kaart gesmeten (uitkomen). Stel dat persoon A met klaver-aas (1♣) uitkomt.
Persoon B moet proberen om de slag naar zich toe te halen. Hij moet proberen om deze slag te halen, zodat zijn team de kaarten krijgt die op tafel liggen. Hij moet echter ook volgen. Als hij kaarten van dezelfde soort heeft als waarmee is uitgekomen, dan moet hij die smijten.
Persoon B heeft een klaver-negen (9♣) en een klaver-dame(Q♣). Hij kan de slag dus niet winnen. Hij denkt dat persoon D, zijn teamgenoot, de slag zal kunnen halen (de hoogste kaart zal gooien) en smijt dus klaver-dame. Dit heet vetten, zorgen dat een slag meer waard wordt.
Persoon C moet ook proberen om de slag naar zich toe te halen. Hij heeft een klaver-boer (V♣) en een klaver-zeven (7♣). Omdat persoon B heeft gevet, vreest hij dat persoon D de slag zal kunnen winnen. Hij smijt dus (7♣), aangezien die kaart geen punten waard is. De slag ligt echter nog steeds aan team A-C.
Persoon D moet de slag naar zich toe halen. Hij moet volgen, maar heeft geen klavers. Hij kan dus kopen. Persoon D heeft ruiten-acht (8♦) en ruiten-heer(H♦). Hij smijt een ruiten-acht, omdat hij de heer wil sparen voor later in het spel. Daardoor wint team B-D de slag.
Team B-D heeft zo al klaver-aas (1♣) + klaver-dame (Q♣) + klaver-zeven (7♣) + ruiten-acht (8♦) = 6 punten.
De volgende ronde mag persoon D uitkomen, hij heeft immers de winnende kaart gespeeld. Zo wordt het spel doorgespeeld tot alle kaarten gespeeld zijn.
Puntentelling: Als alle kaarten zijn gespeeld, is de deel ten einde en worden de punten geteld. Stel dat team A-C 24 punten heeft en team B-D 36 (som is altijd 60), dan krijgt team B-D voor dit partijtje 6 punten (36 - 30).
In de praktijk weten de spelers meestal welk team verloren is. Dan telt alleen het verliezende team. Het winnende team kan altijd hun eigen punten tellen ter controle.
Er wordt gespeeld tot 101. Als beide teams 101 halen, dan wordt verder gespeeld tot 121.
In sommige kaartclubs wordt niet gespeeld tot 101, maar maakt iedereen 3x troef (12 spelletjes dus). Vervolgens wordt er gewisseld van partner en worden er opnieuw 12 spelletjes gespeeld. Ten slotte wordt er nog eens gewisseld van partner (zodat iedereen met iedereen gespeeld heeft) en worden er opnieuw 12 spelletjes gespeeld. Op het eind heb je ofwel 0, 1, 2 of 3 rondes gewonnen (enige mogelijke combinaties zijn 3-1-1-1 en 2-2-2-0)

#### Speciale regels
Bij het troef maken, kan de deler ook zeggen "Mull" of "Zonder". Dit betekent dat er geen troef is, er kan dus niet gekocht worden. De punten tellen dubbel.
Als de deler een troef maakt, en persoon B of persoon D (het andere team) denkt de ronde te winnen, kan ze kloppen (ook "meegaan" genoemd). Hierdoor tellen de punten dubbel (viermaal bij "Zonder"). De tegenpartij kan dan tegen kloppen (ook "tegengaan" genoemd). Dan tellen de punten viermaal (niet mogelijk bij "Zonder", de punten tellen hoogstens viermaal).
Een fout in het spelverloop, zoals vals spelen, of je kaarten bekijken als je teamgenoot nog geen troef heeft gemaakt, levert een boete van 30 punten op.
Er mag niet gepraat worden over de kaarten die een speler bezit, om zo voordeel te halen tijdens het spel.
Bij verkeerd delen wordt de deel gewoon doorgeschoven naar de volgende speler.

#### Café-regels
Café-regels, zoals die over het algemeen genoemd worden, zijn regels die het spel leuker, spannender of sneller maken. Ze zorgen er wel voor dat het spel minder edel wordt. Zo zorgen ze er bijvoorbeeld voor dat geluk een grote rol speelt in het spel.
Blinde mull of zonder troef: voor de deler zijn kaarten ziet, kan hij een blinde mull maken. Dat betekent dat er mull wordt afgesproken (geen troef), maar dat de punten vierdubbel tellen.
Eeuwig kloppen: In café-regels mag er blijven tegen geklopt worden. Zo kan je tot 16x of meer gaan.
En face: Als de deler slecht troef kan kiezen, omdat hij/zij van elke soort bijvoorbeeld 2 kaarten heeft, kan hij 'en face' inroepen. Hierbij mag de teammaat van de deler troef kiezen. Het blijft wel aan de persoon links van de oorspronkelijke deler om voor het eerst uit te komen. De teamgenoot kan natuurlijk niet terug 'en face' inroepen als ook zijn kaarten slecht blijken. Er wordt op twee soorten punten gespeeld; op 121 punten dan mag er NIET geklopt worden op een Mull; op 151 mag er wel geklopt worden op een Mull of dat ook gezegd wordt: zonder troef.
Als men zijn troef doorgeeft, tellen de punten dubbel.
5 kleintjes en een boer: In café regels kan de deler een herdeling eisen als hij 5 kleintjes (7-8-9) en een boer in zijn hand heeft. Herdelen kan op deze manier 3x op rij (voor dezelfde deler), de 3e keer is men verplicht troef te kiezen en te spelen, ook al heeft men 5 kleintjes en een boer in de hand.
plat: Als de eindstand 30 - 30 is, dan tellen de punten voor de volgende ronde dubbel. Dit werkt echter niet cumulatief, ie. er kan niet hoger dan vierdubbel gegaan worden.
verkeerd delen: Bij verkeerd delen kan een boete van 30 punten aangerekend worden.
alle slagen halen: Indien een team tijdens een deel alle slagen haalt worden de punten verdubbeld: Het team krijgt 60 punten in plaats van 30. Er wordt ook wel gezegd dat het andere team 'eronder zit'. De verdubbeling geldt enkel bij het halen van alle slagen, dus niet als een team alle punten haalt maar een slag van 0 punten mist. Indien de punten al dubbel telden, bijvoorbeeld bij 'Zonder' worden dit 120 punten en is het spel afgelopen (bij spelen tot 101). De tegenpartij moet wel altijd de kans krijgen om te delen: Als dit laatste geval bij de allereerste deel optreedt worden er maar 90 in plaats van 120 punten gerekend.
7 dezelfde: wanneer een persoon 7 kaarten van dezelfde soort heeft moet er opnieuw gedeeld worden.

### Manillen met 2 personen
Dit wordt op drie verschillende manieren gespeeld, afhankelijk van hoe het in het begin wordt afgesproken.
Er wordt gespeeld met 32 kaarten. Eerst worden er 4 kaarten per speler met de achterkant naar boven op tafel gelegd. Daarna komen daar 4 kaarten per speler op, met de waarde van de kaart zichtbaar. Daarna worden de resterende kaarten gedeeld.
Vanaf hier is het normale spelverloop: troef maken, uitkomen, slagen halen, tellen, etc. Het verschil in speelwijze zit hem in de slagen.
Volgens manier 1 wordt met slagen van 2 kaarten gespeeld. Iemand komt uit en de ander legt er een kaart op. Volgende slag.
Volgens manier 2 wordt met slagen van 4 gespeeld. Zo speelt elke persoon 2 keer per slag.
De kaarten die op tafel liggen mogen ook gebruikt worden. Als er een kaart gespeeld wordt, wordt de onderliggende kaart naar keuze omgedraaid. Net zoals bij patience mag je, bij het leegspelen van het 4e stapeltje, een kaart van een ander stapeltje naar de 4e lege plaats leggen.
Hiernaast heb je nog een (derde) Vlaamse manier van manillen met 2 personen. Er wordt weer gespeeld met 32 kaarten, 4 kaarten per speler worden met de achterkant naar boven op tafel gelegd. Daarna komen hier weer vier kaarten op, zonder dat de waarden zichtbaar zijn. De 8 kaarten die zich in je hand bevinden, bepalen welke troef je maakt. Deze speelwijze is een moeilijkere maar correcte wijze van manillen met twee personen.

### Manillen met 3 personen
Dit is een iets ingewikkeldere vorm van manillen. Er wordt 2 tegen 1 gespeeld; de deler speelt steeds alleen. Er wordt geschud en afgepakt. De deler legt daarna de bovenste kaart weg en deelt. Op het einde hebben persoon B en C 10 kaarten. De deler heeft er 11. De deler pakt de resterende kaart en legt daarna 2 kaarten weg. Die kaarten worden bij de punten van de tegenpartij opgeteld.
Daarna wordt er normaal gespeeld. De score op het einde wordt geteld, maar voor elke speler apart genoteerd. De volgende ronde schuift de deler op; elke speler speelt dus af en toe alleen.
Een variant hiervan is dat je 2 tegen 2 speelt waarbij de deler een denkbeeldige partner heeft. Het delen gaat als volgt : deler A geeft speler B 4 kaarten vervolgens legt hij voor zijn denkbeeldige partner 4 kaarten gedekt op tafel voor zich. Vervolgens geeft A speler C en zichzelf ook 4 kaarten. Bij de tweede deelronde krijgt iedereen terug 4 kaarten. Bij de denkbeeldige partner worden deze kaarten open op de 4 gedekte kaarten gelegd (cf. spel met 2 personen). Iedere slag bestaat uit 4 kaarten (speler A speelt voor zichzelf en de denkbeeldige speler). Als de denkbeeldige speler de slag binnenhaalt moet die ook de volgende slag beginnen (speler A dus).

### Manillen met 6 personen
Nu wordt er in 2 teams van 3 tegen 3 gespeeld. De 6 wordt in het spel gebracht, waardoor nu dus met 36 kaarten gespeeld wordt, iedereen krijgt er 6. De volgorde van delen is 2 - 2 - 2.
Er bestaat een andere variant waarbij de 6 niet in het spel wordt gebracht. Je speelt nog altijd 3 tegen 3. Iedereen krijgt 5 kaarten. Eerst worden er 2 kaarten afgelegd en dan wordt er 2-1-2 gedeeld. Vervolgens mag degene die gedeeld heeft troef kiezen. Indien de deler wenst troef te kiezen mag hij de 2 afgelegde kaarten op zijn hand nemen. De deler kiest troef en legt vervolgens terug twee kaarten af. De waarde van die twee kaarten wordt bij de score van de tegenstanders geteld. De deler hoeft echter geen troef te maken.

## Strategie
- Een groot deel van de strategie bestaat erin om als deler de kansen op winst goed in te schatten. Ervaren spelers kunnen op basis van hun eigen kaarten met grote zekerheid zeggen hoeveel punten ze minimaal en maximaal kunnen halen. Enkele dingen staan vrij standaard vast:
  - Als de deler veel hoge kaarten heeft, kiest deze voor mull. Elke slag met een manille is dan gegarandeerd voor hem. Zo is het delend team al meteen van #aantal-manillen*5 punten verzekerd. Probleem is wel dat de eerste slag voor het andere team is, de deler moet dus eerst aan slag raken vooraleer hij de manillen kan gooien. Daarom wordt er vaak gezegd dat je minstens 3 kansen (van de 4) moeten hebben om mull te gaan (een kans is een manille of een aas bezet). Verder gooit de tegenpartij in het begin slechts lage kaarten. Daarom is het vaak nodig een reeks kaarten te kunnen gooien van eenzelfde kleur zodat de tegenpartij alle kaarten in z'n hand moet weggooien.
  - Een deler kiest meestal de soort die hij het meeste heeft. Soms kan gekozen worden voor een andere soort, als de kaart-waarden hoger zijn (vb: 10♣ A♣ vs. Q♠ V♠ 7♠)
- De speler die uitkomt, zal steeds moeten inschatten hoe het spel verder zal verlopen. Meestal worden de manilles in het begin gebruikt. Dan is de kans het hoogst dat iedereen nog kaarten van die soort heeft, en de manille dus niet gekocht kan worden.
- Goede spelers weten perfect hoeveel troeven nog in het spel zitten, wie ze heeft, en hoeveel punten elk team al heeft.
- Een tactiek kan zijn om troeven op te halen of af te halen. Als een speler weet dat degene links van hem geen klaveren meer heeft, zal die een klaver-zeven uitkomen. De andere speler wordt verplicht om te kopen, en verliest zo een waardevolle troef-kaart.
- Vetten zorgt voor meer winst voor het eigen team, en zorgt er vaak voor dat een speler een anders nutteloze kaart kwijtraakt. Goede spelers plannen de volledige ronde en reserveren elke kaart voor een bepaald doel.
- Een blote aas is een aas in de hand van een soort waar een speler geen andere kaarten meer van heeft. Dit is een slechte situatie voor die speler, omdat de blote aas bijna altijd door het andere team wordt gehaald (door er een manille op te smijten of te kopen).
- Een renong is het ontbreken van een soort in de hand van een speler. Dit betekent dat die speler kans heeft om te kopen, als die soort wordt uitgekomen.
  - Een renong maken: Met opzet vroeg in de partij een kaart weggooien in het opzicht van later er voordeel uit te halen zodat je kan kopen.
- Insteken of tekenen: Ervaren spelers, vooral als twee spelers vaak samen spelen, gooien bijvoorbeeld een harten in op een slag die al van hun maat is of van hun maat gaat worden, om hun maat te hinten de volgende ronde harten uit te komen (indien passend). Je doet dit als je bijvoorbeeld een Koning en Manille hebt van harten. Je gooit de koning in, je maat komt een lage harten uit en je kan de slag halen met de Manille. Opgepast: Een speler zal enkel de eerste keer dat hij niet kan volgen mogelijks insteken. Soms kan het ook gaan om het maken van een renong, maar ook dan kan deze soort uitkomen goed zijn. Insteken is niet altijd nuttig. Het is belangrijk om het onderscheid te kunnen maken met bijvoorbeeld vetten. Je kan de waarde van de kaart en wat je al weet over de verdeling van de kaarten in rekening te brengen.
- Afspraken vooraf: Insteken zoals beschreven heet 'rechts insteken'. Er is ook 'averechts insteken' (de andere soort van dezelfde kleur wordt dan gegooid). Beide hebben voor- en nadelen. Er wordt vooraf afgesproken of er rechts of averechts wordt ingestoken (indien mogelijk, indien niet mogelijk wordt dan soms voor het andere gegaan (of gevet)). Je maat weet dus niet altijd zeker wat je precies vraagt, als je al iets vraagt, maar heeft ook niet altijd alle soorten. Er speelt ook heel wat ervaring om alles goed in te schatten. De afgesproken regel is vaak 'altijd rechts', of 'rechts bij Zonder, averechts anders'. Een andere regel die vaak afgesproken wordt is dat als een speler meegaat bij Zonder, maar niet degene is die mag uitkomen voor de eerste slag, zijn medespeler indien hij kan altijd harten moet uitkomen (als hij geen Manille uitkomt).
- Het is normaal dat het team dat deelt, ook wint. Zij hebben immers troef mogen kiezen. Daarom wordt 4 punten op jullie troef in manillen als grotere overwinning aanzien dan 6 punten met onze troef.
- Valsspelen in manillen gebeurt als de teamspeler van de deler deze inlicht over zijn kaarten. De deler kan dan troef kiezen op basis van de kaarten van het gehele team. Bekende trucs: tegen de benen schoppen, over valentijn beginnen praten (harten), ostentatief uit het raam kijken (ruiten) of zeggen dat je geluk hebt (klaveren). In de Franse literatuur is daar zelfs een heel toneel op gebouwd, waar één speler zegt: "Ah, tu m'as vexé. Je ne triche pas. Tu me fends le coeur avec ça, vraiment. Tu me fends le coeur", waar de beschuldigde dus zelfs gewoon doorgaat met valsspelen na een beschuldiging.

## Wereldkampioenschap
Op 7 oktober 2017 vond het eerste wereldkampioenschap manillen plaats in Oostende, dit wereldkampioenschap is voor manillen met 4 personen. In 2023 vond het WK plaats in Deerlijk met 544 deelnemers. De overwinning was voor Steffi Duyck.